# Родъръм (община)
Община Родъръм (на английски: Borough of Rotherham) е една от четирите административни единици в област (графство) Южен Йоркшър, регион Йоркшър и Хъмбър. Населението на общината към 2008 година е 253 900 жители разпределени в множество селища на площ от 286,50 квадратни километра. Главен град на общината е Родъръм.

## География
Община Родъръм е разположена в средната и югоизточна части на графството.
Градове на територията на общината:
| град      | на английски     | население |
| --------- | ---------------- | --------- |
| Родъръм   | Rotherham        | 117 262   |
| Астън     | Aston            | 11 000    |
| Динингтън | Dinnington       | 9161      |
| Молтбай   | Maltby           | 17 247    |
| Роумарш   | Rawmarsh         | 18 210    |
| Суинтън   | Swinton          | 14 643    |
| Уат       | Wath-upon-Dearne | 16 787    |